# Gabi Teichner
Gabriel Teichner, detto Gabi (in ebraico גבי טייכנר‎?; Afula, 21 novembre 1945), è un ex cestista israeliano.

## Carriera
Con Israele ha partecipato a tre edizioni dei Campionati europei (1967, 1969, 1971).

## Palmarès
- Coppa di Israele: 1

Hapoel Gvat/Yagur: 1975-76